# 明清官話
明清官话是中國明清时期的通用语，因在官场通用而得名。明初繼承元代，即“一以中原雅音为正”，結合音韻傳統，在元代音系的基礎上有所增益，且並非以某個地方的話為準，形成了以南方官話为基础的南京官话作为国家标准语音。後來北方官话形成，影響力逐漸擴大，清中期之後，北方官话中的北京官話開始逐渐替代南京官話成為通語。與此同時，南京官話保有一定威望，清末卢戆章创制中國切音新字，仍然倡议以南京话为“各省之正音”，可见南京官话在清末仍然有很大的影响。到了民国，復經京國之爭，北京官话被确定为国语，以后在中国大陆改称普通话。
明清时期，官话使用范围广泛。据明朝来华传教士所著《利玛窦中国札记》记载：“除了不同省份的各种方言，也就是乡音之外，还有一种整个帝国通用的口语，被称为官话（Quonhoa），是民用和法庭用的官方语言。……官话现在在受过教育的阶级当中很流行，并且在外省人和他们所要访问的那个省份的居民之间使用。……各省的方言在上流社会是不说的，虽然有教养的人在他的本乡可能说方言以示亲热，或者在外省也因乡土观念而说乡音。这种官方的国语用得很普遍，就连妇孺也都听得懂。”

## 名稱：與「官话方言」的区别
作为历史上标准语的官话（即本条目所指的“官话”），与作为现代汉语分支的官话，是两个范畴的概念：前者是（古代）汉语的一个语种，它在同一个时期内的语言学特征（语音、语法、词汇等）是同质、稳定的，每个词都有其固定的发音；后者是（现代）汉语的包含众多语种的一个分支（基于立场的不同可称这个分支为方言或独立语言），它因地域的区别有着许多语言学特征不尽相同甚至差别很大的不同语种，同一个词在不同的地域往往不同。

## 官話的演變史
中國歷代朝廷的官方語言早期以中原雅音為正音，即上古汉语时期（主要是周朝至汉朝）為全国通用的语言，又稱通語。
永嘉之亂、衣冠南渡之後，中原政權中心遷移到南方，遷都金陵，僑置州郡，並以中原雅音為基礎正音，加上大量北方士族與民眾湧入南京城和江淮地區，形成流行於上層社會、知識階層，以金陵雅音為代表的南方「士音」。隋朝統一後，以金陵雅音和洛陽雅音為正音基礎，形成以《切韻》、《廣韻》為標準的中古漢語體系，在唐宋時期成為全国通用的正音。
後來元軍征服南宋，位於北方的燕京首次成為全國性的政治中心。元代官話仍然以唐宋以來占据主导地位的汴洛音為共通語，元代的語音資料有八思巴文注釋的《蒙古字韵》及戲曲曲韻所用的《中原音韻》等。
明朝滅元，定都南京，「一以中原雅音為正」，釐定通行語規範。關於明代官话的性質，早期學界有陝西話說、山西話說、南京話說等多種假論，尤其南京話說影響較大，但仍有争议。也有学者认为明代官话只是名字叫做"南京官话"，但并非僅有"南京方言"，在南京方言之上揉雜了士子對中原音韻的理解。
待明成祖遷都北京，從南京移民到北京四十萬人，超過了北京原有人口，南方官话受到北京語音和北方話腔調的影响，含有北京聲調的官話也逐漸產生，即後來的北方官话，但此時通行範圍不廣也非主流。南方官話的強勢與盛行，一直持續到入清。清初仍使用南方官话的腔調，經過時間的消長，以北方腔調為主的北方官話的影響逐漸擴大。清中葉以後，北方官话才開始逐漸取代南方官話，取得主流的地位。明清官話南北的消長興替，尚有許多未知，有待學界更加深入全面的研究。
宣统元年（1909年）清政府正式設立「國語編審委員會」，将当时通用的官话正式命名为國語。民國時期，又有京國之爭，以北京官話為標準的北方官話取代老國音，遂成為今日之國語（普通話）。
《汉语方言大词典》称：“明初由于南京的政治地位较高，南京话也一度成为官话的基础方言，直到清代中叶北京官话才逐渐取代南京官话成为中国官方的标准语。民国初年西方传教士主持的‘华语正音会’，还以南京音为标准，足见南京音的影响。”万济国《官话文典》(又名《华语官话语法》，Arte de la lengua Mandarina，1703 年)，称官话母语者是生于南京的人。马礼逊《字典》(A Dictionary of the Chinese Language, Part I, Vol. I, 1815年)，称汉字要用南京字音读。
概而言之，南方官話與北方官話都是由「西晉以前的中原官話」演化而來，兩者有差異，也有聯繫。比如明朝遷都北京時，北京城中南京移民超北京本地人口，此後的北京話也大量融入了南京話。相比較而言，以北京腔調為標準的北方官話語音發展變化比較快，以南京腔調為標準的南方官話則融入了一些吳語方言。

## 音韵
明朝的北方官話相对于以《切韵》为代表的中古音系，有如下的变化：
- 声母：共21个。全浊声母消失，平声变成送气清音，仄声变成不送气清音。

- 韵母：见系开口二等腭化韵与相应三、四等韵混同；閉口韻[-m]并入[-n]；入聲派入三聲之重，[-p、-t、-k]合为[-ʔ]，入声韵改配阴声韵。

- 声调：平声分为阴平和阳平，全浊上声字并入去声，入声逐渐消失，相应的字派入其他三声之中。

據15世纪中叶朝鮮學者申叔舟在《东国正韵》中記載的标准语，其声母与晚期中古汉语相比，混淆了两组卷舌音：:4
|               |      | 唇音 | 齿音 | 咝音 | 卷舌音 | 牙音 | 喉音 |
| ------------- | ---- | ---- | ---- | ---- | ------ | ---- | ---- |
| 塞音或 塞擦音 | 全清 | p    | t    | ts   | tʂ     | k    | ʔ    |
| 塞音或 塞擦音 | 次清 | pʰ   | tʰ   | tsʰ  | tʂʰ    | kʰ   |      |
| 塞音或 塞擦音 | 全浊 | b    | d    | dz   | dʐ     | ɡ    |      |
| 鼻音          | 鼻音 | m    | n    |      |        | ŋ    |      |
| 擦音          | 清   | f    |      | s    | ʂ      | x    |      |
| 擦音          | 浊   | v    |      | z    | ʐ      | ɣ    |      |
| 近音          | 近音 | ʋ    | l    |      | r      |      | ∅    |

-p、-t、-k三种塞音韵尾混合为声门塞音韵尾，和今日江淮官话一样：:20
|      | əj  | əw  | əm  | ən  |     | əjŋ | əʔ  | əjʔ  |
| z̩、r̩ |     |     |     |     |     |     | r̩ʔ  |      |
| i    |     | iw  | im  | in  | iŋ  |     | iʔ  |      |
| u    | uj  |     |     | un  | uŋ  | ujŋ | uʔ  | ujʔ  |
| y    |     |     |     | yn  | yŋ  | yjŋ | yʔ  | yjʔ  |
| ɔ    |     |     |     | ɔn  |     |     | ɔʔ  |      |
| je   | jej | jew | jem | jen |     |     | jeʔ |      |
| wɔ   |     |     |     | wɔn |     |     | wɔʔ |      |
| ɥe   |     |     |     | ɥen |     |     | ɥeʔ |      |
| a    | aj  | aw  | am  | an  | aŋ  |     | aʔ  | awʔ  |
| ja   | jaj | jaw | jam | jan | jaŋ |     | jaʔ | jawʔ |
| wa   | waj |     |     | wan | waŋ |     | waʔ | wawʔ |

现代标准汉语中中元音[e]和[ɔ]与开元音[a]合流。例如，“官”“關”普通话同音，而在当时则分别是[kwɔn]和[kwan]。:538
中古平调依声母清浊分裂为阴阳两域，这一区分保留在大多数官话方言中。:538
申叔舟的音系和晚明欧洲传教士的记音相比，最显著的差别是浊声母清化和[-m][-n]合流。:539近音声母[ʋ-]和[r-]分别变为浊擦音[v-]和[ʐ-]。:275, 283[ʔ-]在中低元音前变为[ŋ-]，两个声母均在高元音前消失。:288–293到18世纪早期，中元音[e]/[ɔ]与[a]合流。:540
19世纪初官话仍区分颚化牙塞擦音和齿塞擦音，北京话的尖团合流可能晚至20世纪初才彻底完成。:52

## 词汇
19世纪中叶前的官话大部分词汇都保留在现代标准汉语中。少数几个广泛出现在清朝书面白话文的词，在早期官话中并不存在，例如“喝”“很”“所有的”和“咱們”。:544–545, 547
其他情况下，一般是一个词的白读在19世纪下半叶替换了文读，如“都”和“還”的语法化用法，其读音是白读。:544

## 明清官话對後世的影響
尽管明清官府并没有对官话正式命名（「官话」是社会上约定俗成的称呼），也没有将官话进行推广，但它对中国普通百姓语音的影响是巨大的。
明清时期各地汉语都或多或少的受到官话的影响。越是官话使用频率高的地方，这种影响就越剧烈。一个典型的例子是江西景德镇，长期作为官方瓷器供应地，官话在城区盛行，导致当地的方言往官话靠拢，最终只有三个声调，这在赣语區乃至整个东南都是极其罕见的现象。
官话的另一个影响是产生了带方音的官话（下文简称为“方音官话”）。古代非官话所在地的人要学习官话常会受母语的极大影响，从而说出母语特征极浓的官话来，如藍青官話。方音官话与（标准）官话之间，只是口音之间的区别，而非語言之间的区别。
今日的江淮官话绝大多数方言、西南官话云南片、北京官话京师片、天津话和中原官话东片是明代南京官话的直接“后代”。1913年決議之老國音亦是兼通南北。
在现代戏剧中仍保留了某些特定时期的官话特征。如京剧的语音，仍保留了清末以前官话中的区分尖团的特点；越剧的语音则继承了绍兴的方音官话的音系。

### 引用
1. ↑  葉寶奎（2001），《明清官話音系》，福建：廈門大學出版社。
2. ↑  丁鋒（2008），《日漢琉漢對音與明清官話音研究》，中華書局。
3. ↑  鲁国尧. . 语言科学: 3-22. ISSN 1671-9484.
4. ↑  竺家寧, 聲韻學－聲韻之旅,五南圖書:9-12,2019
5. ↑  周德清 《中原音韻》1324年初版
6. ↑  胡安順. . 北京: 中華書局. 2003. ISBN 9787101032970.
7. ↑  麦耘，朱晓农〈南京方言不是明代官话的基礎〉，收入《语言科学》，徐州師範大學編，2012年4期
8. ↑  曾晓渝《<西儒耳目资>音系基础非南京方言补证》 《语言科学》2014年第4期。
9. ↑  曾晓渝《明代南京官话性质考释》《语言科学》2016年第2期
10. 1 2  . 广东教育出版社. 2017: 150. ISBN 9787554816332.
11. ↑  盐山正纯. . 国际汉学. doi:10.19326/j.cnki.2095-9257.2021.02.020.
12. 1 2  Coblin (2001).
13. 1 2 3 4 5 6  Coblin (2000a).
14. 1 2  Coblin (2000b).
15. ↑  Kaske (2008).
16. ↑  石绍浪. . 语言科学. 2021, 20 (5): 538–553. ISSN 1671-9484. doi:10.7509/j.linsci.201807.032058. CNKI YYKE202105008. NCPSSD YYKX2021005008.

### 書目
- 葉寶奎（2001）：《明清官話音系》，福建：廈門大學出版社。
- 丁鋒（2008）：《日漢琉漢對音與明清官話音研究》，中華書局。
- ^  辛世彪：《东南方言声调比较研究》上海教育出版社 ISBN 7-5320-9135-X
- 鲁国尧（1985）：明代官话及其基础方言问题——读《利玛窦中国札记》
- Coblin, W. South, , Journal of the American Oriental Society, 2000a, 120 (4): 537–552, JSTOR 606615, doi:10.2307/606615.
- ———, , Monumenta Serica, 2000b, 48: 267–335, JSTOR 40727264, S2CID 192485681, doi:10.1080/02549948.2000.11731346.
- ———,  (PDF), Language and Linguistics, 2001, 2 (2): 1–62  [2022-07-02], （原始内容 (PDF)存档于2018-09-22）.
- ———,  (PDF), Ho, Dah-an  (编), , Taipei: Institute of Linguistics, Academia Sinica: 23–50, 2002  [2022-07-02], ISBN 978-957-671-937-0, （原始内容存档 (PDF)于2021-02-27）.
- ———, , Journal of the Royal Asiatic Society of Great Britain & Ireland, 2003, 13 (3): 339–355, S2CID 162258379, doi:10.1017/S1356186303003134.
- Fourmont, Étienne, , with Arcadio Huang, Hippolyte-Louis Guerin, 1742.
- Kaske, Elisabeth, , BRILL, 2008, ISBN 978-90-04-16367-6.
- Morrison, Robert, , Macao: P.P. Thoms, 1815, OCLC 680482801.
- Norman, Jerry, , Cambridge University Press, 1988, ISBN 978-0-521-29653-3.
- Trigault, Nicholas, , trans. by Louis J. Gallagher, New York: Random House, 1953, ISBN 978-0-7581-5014-1, OCLC 491566.
- Wilkinson, Endymion, , Harvard-Yenching Institute Monograph Series, Cambridge, MA: Harvard University Asia Center, 2013, ISBN 978-0-674-06715-8.